# Liste des longs métrages vénézuéliens proposés à l'Oscar du meilleur film international
Cet article présente la liste des longs métrages vénézuéliens proposés à l'Oscar du meilleur film international.

## Films proposés par le Venezuela
| Année (Cérémonie) | Titre français                                        | Titre original                                        | Réalisateur                           | Résultat        |
| ----------------- | ----------------------------------------------------- | ----------------------------------------------------- | ------------------------------------- | --------------- |
| 1978 (50e)        | El pez que fuma                                       | El pez que fuma                                       | Román Chalbaud                        | Non nommé       |
| 1985 (57e)        | La casa de agua (pt)                                  | La casa de agua (pt)                                  | Jacobo Penzo (en)                     | Non nommé       |
| 1986 (58e)        | Oriane                                                | Oriana                                                | Fina Torres                           | Non nommé       |
| 1992 (64e)        | Jericó (ca)                                           | Jericó (ca)                                           | Luis Alberto Lamata (ca)              | Non nommé       |
| 1995 (67e)        | Golpes a mi puerta (es)                               | Golpes a mi puerta (es)                               | Alejandro Saderman (ca)               | Non nommé       |
| 1996 (68e)        | Sicario (ca)                                          | Sicario (ca)                                          | Joseph Novoa (es)                     | Non nommé       |
| 1998 (70e)        | Una vida y dos mandados (ca)                          | Una vida y dos mandados (ca)                          | Alberto Arvelo                        | Non nommé       |
| 1999 (71e)        | Rizo (pt)                                             | Rizo (pt)                                             | Julio Sosa                            | Non nommé       |
| 2000 (72e)        | Huelepega: Ley de la calle (es)                       | Huelepega: Ley de la calle (es)                       | Elia Schneider (es)                   | Non nommé       |
| 2001 (73e)        | Oro Diablo (es)                                       | Oro Diablo (es)                                       | Joseph Novoa (es)                     | Non nommé       |
| 2002 (74e)        | Una casa con vista al mar (pt)                        | Una casa con vista al mar (pt)                        | Alberto Arvelo                        | Non nommé       |
| 2003 (75e)        | La pluma del arcángel (en)                            | La pluma del arcángel (en)                            | Luis Manzo                            | Non nommé       |
| 2004 (76e)        | Sangrador (en)                                        | Sangrador (en)                                        | Leonardo Henriquez                    | Non nommé       |
| 2005 (77e)        | Punto y raya (es)                                     | Punto y raya (es)                                     | Elia Schneider (es)                   | Non nommé       |
| 2006 (78e)        | 1888, el extraordinario viaje de la Santa Isabel (en) | 1888, el extraordinario viaje de la Santa Isabel (en) | Alfredo J. Anzola (ca)                | Disqualifié,    |
| 2007 (79e)        | Maroa (es)                                            | Maroa (es)                                            | Solveig Hoogesteijn (es)              | Non nommé       |
| 2008 (80e)        | Cartes postales de Leningrad                          | Postales de Leningrado                                | Mariana Rondon                        | Non nommé       |
| 2009 (81e)        | El tinte de la fama (es)                              | El tinte de la fama (es)                              | Alejandro Bellame Palacios            | Non nommé       |
| 2010 (82e)        | Libertador Morales, el Justiciero (es)                | Libertador Morales, el Justiciero (es)                | Efterpi Charalambidis (es)            | Non nommé       |
| 2011 (83e)        | Hermano                                               | Hermano                                               | Marcel Rasquin                        | Non nommé,      |
| 2012 (84e)        | El rumor de las piedras (es)                          | El rumor de las piedras (es)                          | Alejandro Bellame Palacios            | Non nommé,      |
| 2013 (85e)        | Pierre-papier-ciseaux (es)                            | Piedra, papel o tijera                                | Hernán Jabes                          | Non nommé       |
| 2014 (86e)        | Brecha en el silencio (es)                            | Brecha en el silencio (es)                            | Luis Rodríguez, Andrés Rodríguez      | Non nommé       |
| 2015 (87e)        | Libertador                                            | Libertador                                            | Alberto Arvelo                        | Préselectionné, |
| 2016 (88e)        | Dauna, lo que lleva el río                            | Dauna, lo que lleva el río                            | Mario Crespo                          | Non nommé       |
| 2017 (89e)        | Les Amants de Caracas                                 | Desde allá                                            | Lorenzo Vigas                         | Non nommé       |
| 2018 (90e)        | El inca (pt)                                          | El inca (pt)                                          | Ignacio Castillo Cottin               | Non nommé       |
| 2019 (91e)        | La familia (ca)                                       | La familia (ca)                                       | Gustavo Rondón Córdova                | Non nommé       |
| 2020 (92e)        | Yo, imposible (es)                                    | Yo, imposible (es)                                    | Patricia Ortega                       | Non nommé       |
| 2021 (93e)        | Érase una vez en Venezuela, Congo Mirador (es)        | Érase una vez en Venezuela, Congo Mirador (es)        | Anabel Rodríguez Ríos (es)            | Non nommé       |
| 2022 (94e)        | Un destello interior (es)                             | Un destello interior (es)                             | Andrés Eduardo Rodríguez              | Non nommé       |
| 2023 (95e)        | La caja                                               | La caja                                               | Lorenzo Vigas                         | Non nommé       |
| 2024 (96e)        | La sombra del sol (en)                                | La sombra del sol (en)                                | Miguel Ángel Ferrer                   | Non nommé       |
| 2025 (97e)        | Vuelve a la vida (en)                                 | Vuelve a la vida (en)                                 | Alfredo Hueck (en), Luis Carlos Hueck | Non nommé       |